# Justine Bishop
Justine Bishop (ur. 10 sierpnia 1990) – nowozelandzka judoczka.
Uczestniczka mistrzostw świata w 2015, 2017, 2019 i 2021. Startowała w Pucharze Świata w latach: 2013, 2014 i 2016-2019. Zdobyła pięć medali mistrzostw Oceanii w latach 2014 - 2018. Mistrzyni kraju w 2005, 2006, 2009, 2014, 2017 i 2018 roku.